# Gabriel Markus
Gabriel Marcus (Buenos Aires, 31 marzo 1970) è un allenatore di tennis ed ex tennista argentino.

## Carriera
In carriera ha vinto un titolo nel singolare, l'ATP Nizza nel 1992, e uno di doppio, il Maceió Open nel 1992, in coppia con lo statunitense John Sobel. Nei tornei del Grande Slam ha ottenuto il suo miglior risultato raggiungendo il quarto turno nel singolare agli US Open nel 1991.
In Coppa Davis ha giocato un totale di 4 partite, ottenendo 3 vittorie e una sconfitta.

## Statistiche

### Singolare

#### Vittorie (1)
| Numero | Anno           | Torneo           | Superficie  | Avversario in finale | Punteggio |
| 1.     | 19 aprile 1992 | ATP Nizza, Nizza | Terra rossa | Javier Sánchez       | 6-4, 6-4  |

#### Finali perse (1)
| Numero | Anno           | Torneo                     | Superficie  | Avversario in finale | Punteggio |
| 1.     | 17 aprile 1994 | ATP Birmingham, Birmingham | Terra verde | Jason Stoltenberg    | 3-6, 4-6  |

### Doppio

#### Vittorie (1)
| Numero | Anno            | Torneo              | Superficie  | Compagno   | Avversari in finale          | Punteggio     |
| 1.     | 9 febbraio 1992 | Maceió Open, Maceió | Terra rossa | John Sobel | Ricardo Acioly Mauro Menezes | 6-4, 1-6, 7-5 |

### Risultati in progressione
| Sigla | Risultato               |
| ----- | ----------------------- |
| V     | Vincitore               |
| F     | Finalista               |
| SF    | Semifinalista           |
| QF    | Quarti di Finale        |
| 4T    | Quarto turno            |
| 3T    | Terzo turno             |
| 2T    | Secondo turno           |
| 1T    | Primo turno             |
| RR    | Round Robin             |
| LQ    | Turno di qualificazione |
| A     | Assente                 |

#### Singolare nei tornei del Grande Slam
| Torneo          | 1991 | 1992 | 1993 | 1994 |
| --------------- | ---- | ---- | ---- | ---- |
| Australian Open | A    | A    | 1T   | A    |
| Open di Francia | 3T   | 2T   | 3T   | 1T   |
| Wimbledon       | A    | 1T   | A    | A    |
| US Open         | 4T   | 2T   | A    | 1T   |